# Championnat du Kirghizistan de football 2011
Navigation
Saison précédente Saison suivante
La saison 2011 du Championnat du Kirghizistan de football est la vingtième édition de la première division au Kirghizistan. Les six clubs engagés sont regroupés au sein d'une poule unique où ils s'affrontent à quatre reprises, deux à domicile et deux à l'extérieur. 
C'est le Dordoi Bichkek qui remporte la compétition cette saison après avoir terminé en tête du classement final, avec sept points d'avance sur le tenant du titre, le FC Neftchi Kotchkor-Ata. C'est le septième titre de champion du Kirghizistan de l'histoire du club en huit saisons.
Le vainqueur du championnat se qualifie pour la Coupe du président de l'AFC, la compétition mise en place par l'AFC pour les nations dites émergentes, dont fait partie le Kirghizistan.

## Les clubs participants
- Dordoi Bichkek
- Abdish-Ata Kant
- Alay Och
- FK Ysyk-Kol - Promu de D2
- Alga Bichkek
- FC Neftchi Kotchkor-Ata

## Compétition
Le barème de points servant à établir le classement se décompose ainsi :
- Victoire : 3 points
- Match nul : 1 point
- Défaite : 0 point

### Classement
| Rang | Équipe                   | Pts | J  | G  | N | P  | Bp | Bc | Diff |
| ---- | ------------------------ | --- | -- | -- | - | -- | -- | -- | ---- |
| 1    | Dordoi Bichkek           | 42  | 18 | 13 | 3 | 2  | 48 | 12 | +36  |
| 2    | FC Neftchi Kotchkor-AtaT | 35  | 18 | 10 | 5 | 3  | 26 | 14 | +12  |
| 3    | Abdish-Ata KantC         | 28  | 18 | 8  | 4 | 6  | 31 | 24 | +7   |
| 4    | Alga BichkekP            | 20  | 18 | 5  | 5 | 8  | 23 | 36 | -13  |
| 5    | FC Alay Och              | 12  | 18 | 3  | 3 | 12 | 19 | 36 | -17  |
| 6    | FK Ysyk-KolP             | 3   | 10 | 1  | 0 | 9  | 8  | 33 | -25  |

|  | Qualification pour la Coupe du président de l'AFC 2012                        |
|  | Forfait en cours de saison                                                    |
|  | T : Tenant du titre C : Vainqueur de la Coupe du Kirghizistan P : Promu de D2 |

- Le FK Ysyk-Kol abandonne la compétition après la 10e journée.

### Résultats
| Résultats (▼dom., ►ext.) | Abd | Ala | Alg | Dor | Ysy | Nef | Abd | Ala | Alg | Dor | Ysy | Nef |
| Abdish-Ata Kant          |     | 2-1 | 0-0 | 3-0 | 2-0 | 0-0 |     | 2-3 | 2-0 | 3-2 | 3-0 | 1-0 |
| FC Alay Och              | 0-1 |     | 3-1 | 0-4 | 3-1 | 1-2 | 1-1 |     | 1-1 | 1-4 | 3-0 | 0-2 |
| Alga Bichkek             | 3-2 | 2-1 |     | 2-4 | 3-2 | 0-3 | 2-2 | 2-1 |     | 1-1 | 3-0 | 1-2 |
| Dordoi Bichkek           | 4-0 | 0-0 | 5-2 |     | 2-1 | 0-0 | 3-0 | 2-0 | 4-1 |     | 3-0 | 2-0 |
| FK Ysyk-Kol              | 1-9 | 2-0 | 1-3 | 0-4 |     | 0-1 | 0-3 | 0-3 | 0-3 | 0-3 |     | 0-3 |
| FC Neftchi Kotchkor-Ata  | 2-0 | 2-2 | 1-1 | 0-0 | 4-0 |     | 2-1 | 2-1 | 1-0 | 0-4 | 3-0 |     |

## Bilan de la saison
| Championnat du Kirghizistan de football 2011 |                           |
| Champion                                     | Dordoi Bichkek (7e titre) |
| Coupes et trophées                           |                           |
| Vainqueur de la Coupe du Kirghizistan 2011   | Abdish-Ata Kant           |
| Qualifications continentales                 |                           |
| Coupe du président de l'AFC 2012             | Dordoi Bichkek            |
| Promotions et relégations                    |                           |
| Promus en Vysshaya Liga                      | FC Dinamo MVD Bichkek     |
| Promus en Vysshaya Liga                      | FC Ala-Too                |
| Promus en Vysshaya Liga                      | FC-95 Bichkek             |
| Promus en Vysshaya Liga                      | FC Khimik Kara-Balta      |
| Relégués en Deuxième division                | Aucun                     |